# 탸를레보 자치구

타를레보의 위치

탸를레보 자치구(러시아어: Тярлево, 핀란드어: Tärölä)는 파블롭스키 구에 위치한 자치구이다.